# Diemienino (obwód kurski)
Diemienino (ros. Деменино) – wieś (ros. село, trb. sieło) w zachodniej Rosji, w sielsowiecie romanowskim rejonu chomutowskiego w obwodzie kurskim.

## Geografia
Miejscowość położona jest nad rzeką Waśko, 8 km od centrum administracyjnego sielsowietu romanowskiego (Romanowo), 14 km od centrum administracyjnego rejonu (Chomutowka), 110 km od Kurska.
W granicach miejscowości znajdują się ulice: Centralnaja, Szkolnaja, Zariecznaja.

## Historia
Do czasu reformy administracyjnej w roku 2010 wieś Diemienino wchodziła w skład sielsowietu starszeńskiego, który w tymże roku został włączony w sielsowiet romanowski.

## Demografia
W 2010 r. miejscowość zamieszkiwało 110 osób.